# テレビ坊やの冒険
テレビ坊やの冒険（Jim and Judy in Teleland）とは、アメリカ合衆国で1949年9月に製作されたテレビアニメ。本作はシンジケーションで放送され、1959年には『Bob and Betty in Adventureland』というタイトルで再公開された。
日本では、初めて日本語吹き替えにアフレコ方式を採用し放送した番組として知られる。1956年4月8日から7月1日まで、日本テレビにて日曜18時05分-18時25分に放送された。

## キャラクター
- ジム／テレビ坊や（吹替：右手和子[4]）- 本作の主人公。
- ジュディ（吹替：町田教子）- リボンの女の子、ジムとはいつも一緒。
  - その他吹き替え：千葉順二[5]

## スタッフ
- 企画・脚本 - ポール・N・ペロフ
- プロデューサー - チャールズ・バッシュ、ポール・N・ペロフ
- アニメーション製作 - テレビジョン・スクリーン・プロダクション、フィルム・フラッシュ・プロダクション

吹き替え版
- 翻訳 - 額田やえ子
- 録音技術 - 安井治兵衛[5]
- 音楽 - 小林幹夫[5]
- スタジオ - 番町スタジオ[3]